# Mara Malavenda
Assunta Malavenda, detta Mara (Napoli, 8 luglio 1945 – Napoli, 8 settembre 2024), è stata una sindacalista e politica italiana, già deputato alla Camera.

## Biografia
Sindacalista dello Slai-Cobas, presente soprattutto all'Alfa Romeo di Pomigliano d'Arco (NA), venne eletta il 21 aprile 1996 come indipendente nelle liste di Rifondazione Comunista.
Per la sua netta contrarietà al neonato governo Prodi I il PRC la espulse dal gruppo parlamentare già il 15 maggio. Coerentemente con gli annunci precedenti, il 31 maggio la leader sindacale decide di negare il suo voto di fiducia al governo. 
Fausto Bertinotti, segretario del PRC, la definirà «una compagna che sbaglia». A Mara Malavenda non restò così che operare nel gruppo misto come fondatrice e leader dei Cobas per l'Autorganizzazione con sede centrale in viale Campi Flegrei 31 a Napoli.
Nel ruolo di deputato tenacemente all'opposizione diede luogo ad iniziative clamorose, come l'occupazione dell'ufficio del presidente del Consiglio il 29 ottobre 1996.
Alle elezioni europee del 1999 il suo partito fu presente nella sola circoscrizione dell'Italia centrale ottenendo 4.370 voti (0,07%, 0,01% nazionale). La Malavenda fu la più votata con 371 preferenze.
In occasione delle elezioni regionali in Campania del 2000 si candidò, sempre nelle liste dei Cobas per l'Autorganizzazione, a sostegno di Vittorio Granillo alla carica di presidente della regione. La lista (non presente per il consiglio in tutti i collegi) raccolse 5.114 voti (0,2%), mentre il candidato presidente toccò i 9.224 voti (0,3%). Nel maggio 2001 concluse il proprio mandato parlamentare.
Nel 2005 Malavenda si candidò nuovamente alle elezioni regionali campane, ma stavolta all'interno della lista napoletana del Partito dei Comunisti Italiani, ottenendo 1.331 preferenze.
Mara Malavenda è morta l'8 settembre 2024, all'età di 79 anni.

## Nel diritto parlamentare
Prima dell'algoritmo di Roberto Calderoli contro la revisione costituzionale Boschi-Renzi, era Mara Malavenda a detenere il record di presentazione di emendamenti a scopo ostruzionistico. Iniziò con la presentazione nel giugno 1997 di 1.500 emendamenti al pacchetto Treu e di ben 29.341 alla Commissione parlamentare per le riforme costituzionali, la cosiddetta bicamerale.
Altri 130 000 emendamenti circa verranno presentati alla Finanziaria 1999 accompagnati da una plateale protesta che la porterà in infermeria.
Alla fine del 1998 i Cobas saranno gli autori del maggior numero di emendamenti presentati alla Camera: 170.571, con la Lega Nord seconda a quota 6.524.